# Cyathea cordata
Cyathea cordata là một loài dương xỉ trong họ Cyatheaceae. Loài này được Mett. ex Diels mô tả khoa học đầu tiên năm 1899.
Danh pháp khoa học của loài này chưa được làm sáng tỏ. 